# Manuel de Blas
Manuel de Blas Muñoz (Badajoz, 12 aprile 1941) è un attore spagnolo.

## Biografia
Manuel de Blas nasce a Badajoz nel 1941. Trascorre l'infanzia a Cordova e successivamente si trasferisce a Madrid per studiare scienze politiche. Mentre frequenta l'università si iscrive ad una scuola di recitazione, debuttando nel cinema nel 1961 con un ruolo minore nel film Rosa de Lima.
Nel 1967 sul set di Cita en Navarra, conosce l'attrice statunitense Patty Shepard, che sposerà nello stesso anno. I due continueranno a recitare insieme in diversi film e rimarranno legati fino alla morte dell'attrice avvenuta nel gennaio del 2013.
Ha recitato in numerosi film, tra i quali ...altrimenti ci arrabbiamo! (1974) di Marcello Fondato, Il bianco, il giallo, il nero (1975) di Sergio Corbucci, I viaggiatori della sera (1979) di Ugo Tognazzi e Callas Forever (2002) di Franco Zeffirelli.
Nel 2011 ottiene un ruolo nel film Paranormal Xperience 3D.

## Filmografia

### Cinema
- Rosa de Lima, regia di José María Elorrieta (1961) - non accreditato
- Cuartelazo, regia di Héctor Sevillano (1961)
- Trotín Troteras, regia di Antonio Mercero - cortometraggio (1962)
- Ha salido el suceso, regia di Roberto Gavito - cortometraggio (1962)
- Il segno di Zorro, regia di Mario Caiano (1963)
- Turno de noche, regia di Luis Enrique Torán - cortometraggio (1963)
- Tiempo negro, regia di Wilhelm Ziener - cortometraggio (1963)
- La función, regia di César Santos Fontela - cortometraggio (1964)
- Sette ore di fuoco (Aventuras del Oeste), regia di Joaquín Luis Romero Marchent (1965) - non accreditato
- Crimen de doble filo, regia di José Luis Borau (1965) - non accreditato
- Los oficios de Cándido, regia di Javier Aguirre (1965)
- L'uomo di Casablanca (L'homme de Marrakech), regia di Jacques Deray (1966)
- Né onore né gloria (Lost Command), regia di Mark Robson (1966) - non accreditato
- Los amores difíciles, regia di Raúl Peña (1967)
- Los chicos con las chicas, regia di Javier Aguirre (1967) - non accreditato
- Cita en Navarra, regia di José Grañena (1967)
- Un día después de agosto, regia di Germán Lorente (1968)
- Cover Girl, regia di Germán Lorente (1968)
- Cruzada en la mar, regia di Isidoro M. Ferry (1968)
- Las secretarias, regia di Pedro Lazaga (1969)
- Abuelo Made in Spain, regia di Pedro Lazaga (1969)
- ¿Por qué te engaña tu marido?, regia di Manuel Summers (1969)
- Sharon vestida de rojo, regia di Germán Lorente (1969)
- I caldi amori di una minorenne (Las trompetas del apocalipsis), regia di Julio Buchs (1969) - non accreditato
- Las nenas del mini-mini, regia di Germán Lorente (1969)
- A 45 revoluciones por minuto, regia di Pedro Lazaga (1969)
- Quei disperati che puzzano di sudore e di morte (Los desesperados), regia di Julio Buchs (1969)
- El coleccionista de cadáveres, regia di Santos Alcocer ed Edward Mann (1970)
- Operazione terrore (Los monstruos del terror), regia di Tulio Demichelli e Hugo Fregonese (1970)
- L'intreccio (Les belles au bois dormantes), regia di Pierre Chenal (1970)
- Verano 70, regia di Pedro Lazaga (1970)
- Quando Satana impugnò la Colt (Manos torpes), regia di Rafael Romero Marchent (1970)
- El mejor del mundo, regia di Julio Coll (1970)
- El dinero tiene miedo, regia di Pedro Lazaga (1970)
- La collera del vento, regia di Mario Camus (1970)
- Hembra, regia di César Fernández Ardavín (1970)
- Goya, historia de una soledad, regia di Nino Quevedo (1971)
- Una chica casi decente, regia di Germán Lorente (1971)
- La via del rhum (Boulevard du Rhum), regia di Robert Enrico (1971) - non accreditato
- Black story (La historia negra de Peter P. Peter), regia di Pedro Lazaga (1971)
- Timanfaya (Amor prohibido), regia di José Antonio de la Loma (1972)
- Esperienze prematrimoniali (Experiencia prematrimonial), regia di Pedro Masó (1972)
- La curiosa, regia di Vicente Escrivá (1973)
- Las tres perfectas casadas, regia di Benito Alazraki (1973)
- Il mostro dell'obitorio (El jorobado de la Morgue), regia di Javier Aguirre (1973)
- Lo chiamavano Mezzogiorno (Un hombre llamado Noon), regia di Peter Collinson (1973) - non accreditato
- La ragazza di Via Condotti, regia di German Lorente (1973)
- Una partita a tre (La chica del Molino Rojo), regia di Eugenio Martín (1973)
- L'orgia notturna dei vampiri (La orgía nocturna de los vampiros), regia di León Klimovsky (1973)
- ...altrimenti ci arrabbiamo!, regia di Marcello Fondato (1974)
- Super sexy vamp (Odio mi cuerpo), regia di León Klimovsky (1974)
- Il protettore (Le protecteur), regia di Roger Hanin (1974)
- La nave maledetta (El buque maldito), regia di Amando de Ossorio (1974)
- Hold-Up - Istantanea di una rapina, regia di Germán Lorente (1974)
- Los muertos, la carne y el diablo, regia di José María Oliveira (1974)
- Là dove non batte il sole (El karate el Colt y el impostor), regia di Antonio Margheriti (1974) - non accreditato
- El talón de Aquiles, regia di León Klimovsky (1974)
- Whiskey e fantasmi (Fantasma en el Oeste), regia di Antonio Margheriti (1974)
- Il bianco, il giallo, il nero, regia di Sergio Corbucci (1975)
- Il richiamo del lupo, regia di Gianfranco Baldanello (1975)
- Las protegidas, regia di Francisco Lara Polop (1975)
- El vicio y la virtud, regia di Francisco Lara Polop (1975)
- Nosotros que fuimos tan felices, regia di Antonio Drove (1976)
- La espuela, regia di Roberto Fandiño (1976)
- El segundo poder, regia di José María Forqué (1976)
- El avispero, regia di Ramón Barco (1976)
- Die Standarte, regia di Ottokar Runze (1977)
- Fuga dall'inferno (El perro), regia di Antonio Isasi-Isasmendi (1977)
- ¡Susana quiere perder... eso!, regia di Carlos Aured (1977)
- Pepito piscina, regia di Luis María Delgado (1978)
- I viaggiatori della sera, regia di Ugo Tognazzi (1979)
- Cinco tenedores, regia di Fernando Fernán Gómez (1980)
- Demasiado para Gálvez, regia di Antonio Gonzalo (1981)
- Adolescencia, regia di Germán Lorente (1982)
- Juana la Loca... de vez en cuando, regia di José Ramón Larraz (1983)
- Histoire d'O, ritorno a Roissy (Histoire d'O: Chapitre 2), regia di Éric Rochat (1984)
- Poppers, regia di José María Castellví (1984)
- Fuego eterno, regia di José Ángel Rebolledo (1985)
- Marbella, un golpe de cinco estrellas, regia di Miguel Hermoso (1985)
- Colpo di stato. Spagna 18 luglio 1936 (Dragón Rapide), regia di Jaime Camino (1986)
- Giustizia privata (Instant Justice), regia di Denis Amar (1986)
- Terroristas, regia di Antonio Gonzalo (1986)
- Preámbulo a un silencio, regia di Jesús Medialdea - cortometraggio (1986)
- Redondela, regia di Pedro Costa (1987)
- L'inchiesta, regia di Damiano Damiani (1987)
- El lute, o cammina o schiatta (El Lute (camina o revienta)), regia di Vicente Aranda (1987)
- El juego más divertido, regia di Emilio Martínez Lázaro (1988)
- Slugs - Vortice d'orrore (Slugs, muerte viscosa), regia di Juan Piquer Simón (1988)
- Il tunnel (El túnel), regia di Antonio Drove (1988)
- Malaventura, regia di Manuel Gutiérrez Aragón (1988)
- La notte oscura (La noche oscura), regia di Carlos Saura (1989)
- Brumal, regia di Cristina Andreu (1989)
- Las huellas del lince, regia di Antonio Gonzalo (1990)
- The Monk, regia di Francisco Lara Polop (1990)
- Barcelona, lament, regia di Luis Aller (1990)
- Capità Escalaborns, regia di Carlos Benpar (1991)
- Don Giovanni negli inferni (Don Juan en los infiernos), regia di Gonzalo Suárez (1991)
- La viuda del capitán Estrada, regia di José Luis Cuerda (1991)
- Les aparences enganyen, regia di Carles Balagué (1991)
- Cristoforo Colombo - La scoperta (Christopher Columbus: The Discovery), regia di John Glen (1992)
- El doctor más majete del planeta, regia di Fernando Merinero - cortometraggio (1993)
- Recordando Sefarad, regia di Joaquín Gómez (1994) Uscito in home video
- Ainsi soient-elles, regia di Patrick Alessandrin e Lisa Azuelos (1995)
- Esperanza & sardinas, regia di Roberto Romeo (1996)
- Chevrolet, regia di Javier Maqua (1997)
- El conductor, regia di Jorge Carrasco (1998)
- Goya (Goya en Burdeos), regia di Carlos Saura (1999)
- Gitano, regia di Manuel Palacios (2000)
- El último bolero, regia di Guillermo Sempere - cortometraggio (2000)
- Ingannevoli sospetti (La voz de su amo), regia di Emilio Martínez Lázaro (2001)
- Sagitario, regia di Vicente Molina Foix (2001)
- Off Key, regia di Manuel Gómez Pereira (2001)
- Estés donde estés, regia di Nicolás Tapia - cortometraggio (2001)
- Amor, dinero y salud, por este orden, regia di Marc Vigil - cortometraggio (2001)
- Arderás conmigo, regia di Miguel Ángel Sánchez (2002)
- Piedras, regia di Ramón Salazar (2002)
- Callas Forever, regia di Franco Zeffirelli (2002)
- El lado oscuro, regia di Luciano Berriatúa (2002)
- Una pasión singular, regia di Antonio Gonzalo (2003)
- Pas si grave, regia di Bernard Rapp (2003)
- Raíz, regia di Gaizka Urresti - cortometraggio (2003)
- La piel de la tierra, regia di Manuel Fernandez (2004)
- Un rey en La Habana, regia di Alexis Valdés (2005)
- Medea 2, regia di Javier Aguirre (2006)
- Dispersión de la luz, regia di Javier Aguirre (2006)
- L'ultimo inquisitore (Goya's Ghosts), regia di Miloš Forman (2006)
- La conjura de El Escorial, regia di Antonio del Real (2008)
- Granit, regia di Ezekiel Montes (2008)
- Latex Puppen, regia di Samuel Gutiérrez - cortometraggio (2009)
- Un ajuste de cuentas, regia di Manane Rodríguez (2009)
- Dos billetes, regia di Javier Serrano (2009)
- Los medieros, regia di Juan Estelrich Jr. (2011)
- La cosa en la esquina, regia di Zoe Berriatúa - cortometraggio (2011)
- O Cônsul de Bordéus, regia di João Correa e Francisco Manso (2011)
- Paranormal Xperience 3D, regia di Sergi Vizcaino (2011)
- Day of the Flowers, regia di John Roberts (2012)
- Las nornas, regia di Fernando J. Múñez (2012)
- La sangre de Wendy, regia di Samuel Gutiérrez (2014)
- Ramiro, regia di Adrián Ramos Alba ed Oriol Segarra - cortometraggio (2015)
- Cinzento e Negro, regia di Luís Filipe Rocha (2015)
- Francisco - El Padre Jorge, regia di Beda Docampo Feijóo (2015)
- Thalion Ltd., regia di Diego Arjona - cortometraggio (2015)
- Fishbone, regia di Adán Aliaga (2018)
- Sordo, regia di Alfonso Cortés-Cavanillas (2019)
- 27 Minutos, regia di Fernando González Gómez - cortometraggio (2019)
- Estándar, regia di Fernando González Gómez (2020)
- Ama, regia di Júlia de Paz (2021)
- Hombre muerto no sabe viv, regia di Ezekiel Montes (2021)
- Uncharted, regia di Ruben Fleischer (2022)

### Televisione
- Platea – serie TV, 1 episodio (1963)
- Estudio 3 – serie TV, 1 episodio (1964)
- Historias para no dormir – serie TV, 1 episodio (1966)
- Les aventures du capitaine Luckner – serie TV, 1 episodio (1973)
- El quinto jinete – serie TV, 1 episodio (1976)
- Zum kleinen Fisch – serie TV, 1 episodio (1977)
- Curro Jiménez – serie TV, 1 episodio (1977)
- Fedra, regia di Antonio Corencia e Eugenio García Toledano – film TV (1981)
- La máscara negra – serie TV, 1 episodio (1982)
- TeatroTeatro – serie TV, 1 episodio (1982)
- Las pícaras – miniserie TV, 1 episodio (1983)
- Los desastres de la guerra – miniserie TV, 1 episodio (1983)
- Estudio 1 – serie TV, 2 episodi (1980-1983)
- Teresa de Jesús – serie TV, 1 episodio (1984)
- La comedia dramática española – serie TV, 1 episodio (1986)
- Primera función – serie TV, 1 episodio (1989)
- Miguel Servet (La sangre y la ceniza) – serie TV, 1 episodio (1989)
- El olivar de Atocha – serie TV, 2 episodi (1989)
- Delirios de amor – serie TV, 1 episodio (1989)
- Brigada central – serie TV, 1 episodio (1990)
- Il gorilla (Le gorille) – serie TV, 1 episodio (1990)
- Con i clown vennero le lacrime (Mit den Clowns kamen die Tränen) – miniserie TV (1990)
- Los jinetes del alba – serie TV, 5 episodi (1990)
- La huella del crimen – serie TV, 1 episodio (1991)
- Mucho cuento – serie TV, 1 episodio (1991)
- Hasta luego cocodrilo – serie TV, 5 episodi (1992)
- Crónicas del mal – serie TV, 1 episodio (1992)
- Truhanes – serie TV, 1 episodio (1994)
- Los ladrones van a la oficina – serie TV, 1 episodio (1995)
- ¡Ay, Señor, Señor! – serie TV, 12 episodi (1994-1995)
- Long cours, regia di Alain Tasma – film TV (1996)
- Colegio mayor – serie TV, 1 episodio (1997)
- Todos los hombres sois iguales – serie TV, 1 episodio (1997)
- Petra Delicado – serie TV, 1 episodio (1999)
- Al salir de clase – serie TV, 1 episodio (2000)
- Antivicio – serie TV, 1 episodio (2000)
- El comisario – serie TV, 3 episodi (2000-2004)
- Hospital Central – serie TV, 2 episodi (2001)
- Padre coraje – miniserie TV (2002)
- Una nueva vida – serie TV, 3 episodi (2003)
- Aquí no hay quien viva – serie TV, 1 episodio (2003)
- ¿Se puede? – serie TV, 1 episodio (2004)
- Motivos personales – serie TV, 8 episodi (2005)
- Amare per sempre (Amar en tiempos revueltos) – serie TV, 42 episodi (2006)
- Génesis, en la mente del asesino – serie TV, 1 episodio (2006)
- Divinos – serie TV, 1 episodio (2006) Non accreditato
- Masala, regia di Salvador Calvo – film TV (2007)
- Quart – serie TV, 6 episodi (2007)
- Herederos – serie TV, 2 episodi (2007)
- Hermanos & detectives – serie TV, 2 episodi (2007)
- El internado – serie TV, 2 episodi (2007-2010)
- Martes de carnaval – miniserie TV, 1 episodio (2008)
- Doctor Mateo – serie TV, 1 episodio (2009)
- La duquesa – miniserie TV (2010)
- Cuéntame – serie TV, 6 episodi (2010-2011)
- Sofía – miniserie TV (2011)
- Ángel o demonio – serie TV, 1 episodio (2011)
- El ángel de Budapest, regia di Luis Oliveros – film TV (2011)
- Grand Hotel - Intrighi e passioni (Gran Hotel) – serie TV, 25 episodi (2011-2013)
- Mario Conde, los días de gloria – miniserie TV (2013)
- Gran Reserva. El origen – serie TV, 82 episodi (2013)
- El clavo de oro, regia di Antonio del Real – film TV (2014)
- El ministerio del tiempo – serie TV, 1 episodio (2016)
- El final del camino – serie TV, 5 episodi (2017)
- Velvet Collection – serie TV, 2 episodi (2017)